# Christianisme en Iran
Les chrétiens d'Iran représentent entre 0,4 et 0,8 % de la population du pays. C'est une des plus anciennes communautés chrétiennes du Proche-et-Moyen-Orient, puisque l'Église de Perse aurait été fondée par l'apôtre Thomas.
En 2004 un député arménien d'Iran estimait à 250 000 chrétiens sur 70 millions d'habitants, Le Figaro mentionne d'après ses sources une présence de 180 000 chrétiens soit un taux de 0,26 % de la population. Selon d'autres sources, 120 000 en 1994. 
Ethniquement minoritaires : les Arméniens et les Assyro-chaldéens.

## Communautés chrétiennes

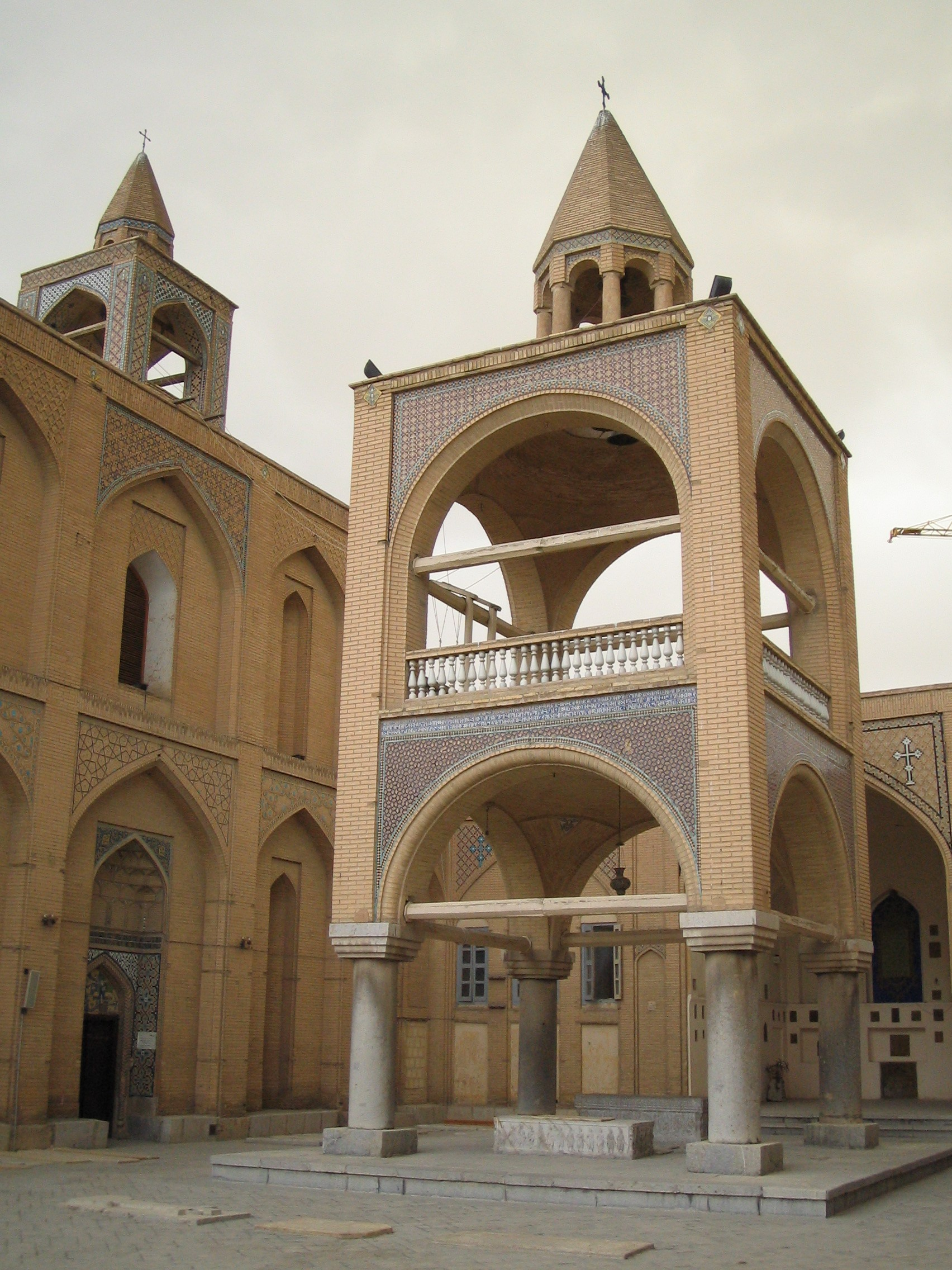
Cathédrale Vank d'Ispahan, un témoignage de l'époque safavide.

Les chrétiens d'Iran forment un groupe de 180 000 Arméniens, de 15 à 30 000 Assyriens et d'un petit nombre de catholiques, d'anglicans et de protestants convertis par des missionnaires au XIXe siècle et XXe siècle.

### Églises des trois conciles

#### Église apostolique arménienne
Dépendant du Catholicossat arménien de Cilicie.
Dans les années soixante-dix, les Arméniens représentaient près de 250 000 individus. On compte au 19 mai 2005 une présence de 180 000 Arméniens. Les Arméniens sont en majorité des urbains et sont concentrés à Téhéran et à Ispahan dans le quartier de La Nouvelle-Djoulfa ; des communautés plus petites existent à Tabriz, à Arak et dans d'autres villes.

### Église de l'Orient
- membre de Église apostolique assyrienne de l'Orient

On compte au 19 mai 2005 une présence de 15 000 Assyriens.
Les Assyriens sont aussi en majorité urbains, bien qu'il y ait toujours plusieurs villages assyriens dans la région du lac d'Orumieh.

### Église catholique
On compte en 2011 une présence de 3 400 chaldéens, 10 000 latins et 8 000 arméniens.

### Communautés protestantes
- l'Église presbytérienne d'Iran[3].

- l'Église évangélique assyrienne dans la capitale.

- l'Église pentecôtiste assyrienne à Téhéran et Ourmia.

- l'Église évangélique arménienne

- l'Église d'Iran [4] est d'existence plus récente (années 1970). Elle est autochtone, c'est-à-dire que son origine n'est pas liée à la présence de missionnaires étrangers ni de chrétiens de minorités ethniques historiquement chrétiennes d'Iran (assyrienne, arménienne). Elle est constituée d'un réseau d'églises de maison protestantes évangéliques qui refusent le rattachement à une dénomination précise. Sa théologie est de type baptiste congrégationaliste et la majorité de ses membres sont des musulmans convertis. L'un de ses responsables le plus connu est le pasteur Yousef Nadarkhani. La langue habituellement utilisée dans cette église est le farsi c'est-à-dire la langue parlée par la majorité des Iraniens. Cette église vit en semi-clandestinité, voire en totale clandestinité, pour se prémunir contre la persécution qui la frappe durement[5]. En effet, en Iran, depuis la révolution islamique, la conversion de l'islam au christianisme est considérée comme apostasie, passible de la peine de mort mais il en est de même pour une conversion vers le judaïsme, le zoroastrisme ou le bahaïsme.[réf. nécessaire]

## Histoire

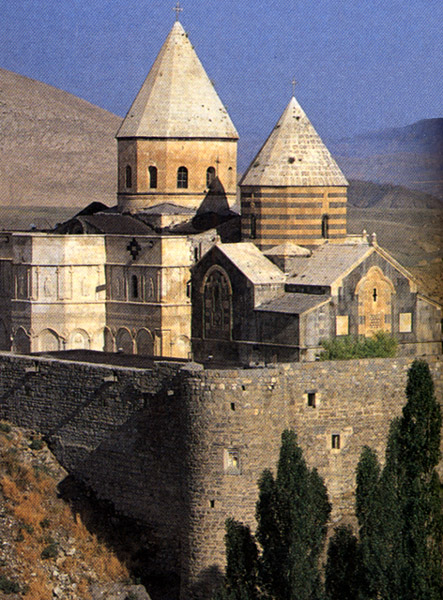
Saint-Thaddée en Azerbaïdjan occidental, qui aurait été construite par saint Jude en 66.

### Antiquité
D'après les rapports des Actes des Apôtres, il y eut des Persans, des Parthes et des Mèdes parmi les premiers chrétiens convertis à la Pentecôte. Depuis cette époque, il y a eu une présence continue de chrétiens et d'églises en Iran.
Au début de notre ère, la chrétienté s'est installée autour de la Méditerranée. Les premiers missionnaires chrétiens seraient arrivés en Perse dans la période de déclin des Arsacides tandis que leur dynastie est remplacée par celle des Sassanides. La culture chrétienne qui s'est développée en Perse et sur les frontières orientales de l'Empire romain est assez différente de la culture méditerranéenne. Le rite syriaque a emprunté beaucoup au judaïsme et à l'araméen, le syriaque est d'ailleurs une langue néo-araméenne.
La première communauté chrétienne, établie à la frontière entre l'empire perse et l'empire romain, se retrouvait souvent au beau milieu de conflits. En 313, quand Constantin proclama que le christianisme devenait une religion tolérée dans l'Empire romain, les souverains sassanides de Perse ont adopté une politique de persécution contre les chrétiens qui étaient craints parce qu'ils constituaient une minorité considérée comme subversive et déloyale. Au début du Ve siècle, les persécutions ont encore plus augmenté; c'est avec le règne de Hormizd III (457-459) que les persécutions de masse ont commencé à être moins fréquentes et que l'Église a commencé à avoir un statut reconnu. La pression politique en Perse et les différences culturelles avec la chrétienté occidentale sont les raisons du schisme nestorien, après lequel l'Église perse fut taxée d'hérétique. L'évêque de Ctésiphon, la capitale perse, a d'abord acquis le titre de catholicos, puis celui de patriarche, complètement indépendant de toute autorité occidentale.
Un certain nombre d'églises datant des premiers siècles du christianisme subsistent en Iran. L'église Sainte-Marie, dans le nord-ouest de l'Iran, est considérée par certains historiens comme la deuxième église la plus vieille de la chrétienté après l'église de Bethléem en Palestine. Une princesse chinoise, qui a participé à sa reconstruction en 642, a son nom gravé sur une pierre de l'église.

### Après la conquête islamique
La conquête islamique de la Perse, au VIIe siècle laisse un relatif répit pour les chrétiens à l'origine, puisqu'ils constituent désormais une minorité discriminée, mais protégée selon le statut de dhimmi. Cependant, à partir du Xe siècle, les tensions religieuses ont rapidement mené à la persécution. L'influence des chrétiens européens a mis les chrétiens d'Asie en péril avec les Croisades. À partir du XIIIe siècle, le règne des Mongols en Perse est un moment de répit pour les chrétiens, jusqu'à ce que les souverains se convertissent à l'islam. Sous les persécutions, le nombre des chrétiens a ensuite largement diminué pour laisser place à l'islam, et ils sont finalement mis à l'écart de la société confinés dans certains quartiers.
En 1445, une partie de l'Église de rite syriaque (en majorité dans l'Empire ottoman, mais aussi en Perse) est entrée dans l'Église catholique. Ce groupe a eu une naissance difficile, mais a existé en tant qu'Église séparée jusqu'à la consécration de Yohanan Sulaqa comme patriarche chaldéen de Babylone en 1551 par le pape. La plupart des catholiques en Iran sont membres de l'Église chaldéenne.
Au XVIIIe siècle et XIXe siècle, des missionnaires protestants commencent à officier en Perse. Une grande partie de leur travail est consacrée au soutien des Églises existantes dans le pays et à améliorer l'éducation et les soins. Au contraire des Églises plus anciennes, ils se sont aussi engagés avec la communauté musulmane iranienne. Leurs presses ont publié beaucoup d'ouvrages religieux en plusieurs langues. Certains se sont convertis au protestantisme et les Églises utilisant le persan existent toujours en Iran et ailleurs. Les Arméniens d'Ispahan qui sont arrivés au cours de déportations saffavides doivent habiter un quartier à part au sud de la ville, la Nouvelle-Djoulfa. Suivant les règnes des différents souverains ou bien les pressions du Bazar, ils sont soumis à des persécutions, ainsi que le rapporte par exemple Jane Dieulafoy dans ses ouvrages.

### Les chrétiens dans l'Iran contemporain

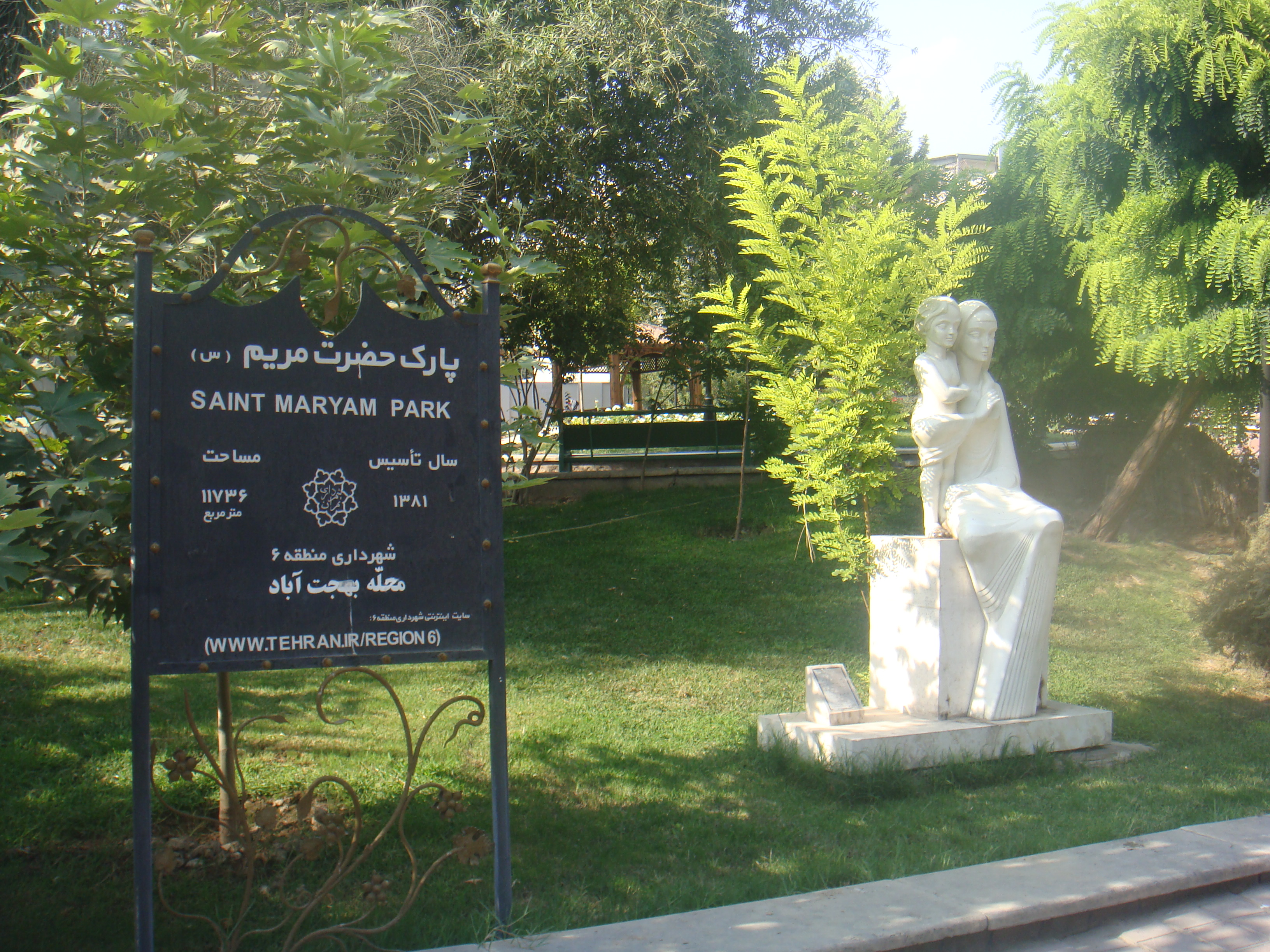
Parc Sainte-Marie de Téhéran (2011).

Les Arméniens et les Syriaques sont officiellement reconnus comme formant des minorités religieuses dans la constitution de 1906. Bien qu'ils aient subi individuellement des préjudices, ils ne sont plus sujets à persécution en tant que groupe. Pendant le XXe siècle, les chrétiens dans leur ensemble ont participé à la vie économique et sociale de Téhéran. Parmi eux, les Arméniens ont particulièrement réussi à atteindre des hauts niveaux de vie et à ouvrir un certain nombre d'écoles primaires et secondaires.
La nouvelle constitution de 1979 reconnaît aussi les Arméniens et les Syriaques comme formant des minorités nationales, mais l'accès à certaines professions leur est interdit (magistrats, officiers de l'armée, directeurs d'école, etc.) Les postes à responsabilité sont peu accessibles. Un chrétien n'a pas le droit d'épouser une musulmane et une chrétienne épousant un musulman est considérée automatiquement comme musulmane. Le témoignage d'un chrétien devant les différentes juridictions n'a pas la même valeur que celui d'un musulman et l'héritage d'un chrétien par rapport à celui d'un musulman (s'il y a eu conversion à l'islam dans la même famille) est diminué de moitié. En droit public ou privé, ils sont en butte à des peines spécifiques souvent disproportionnées.
Ces minorités ont toutefois le droit d'élire leurs propres représentants au Majles : un pour les Chaldéens et un pour les Assyriens et deux pour les Arméniens. Les chrétiens ont la permission de suivre leurs propres lois religieuses pour les questions de mariage, de divorce et d'héritage et ont le droit de ne pas consommer de produits alimentaires halal. Les autres chrétiens n'ont pas reçu de reconnaissance particulière, comme les soixante mille Géorgiens orthodoxes (La Géorgie a plusieurs fois été vassale de l'empire perse au cours de son histoire). D'autre part, les anglicans iraniens auraient été persécutés.
La nouvelle loi de 1979 exige que les chrétiens n'adoptent pas de vêtements distinctifs (c'est-à-dire par exemple que les femmes se voilent comme les musulmanes et que les hommes ne portent pas de shorts montrant le genou), ne consomment pas d'alcool et se conforment à la séparation des sexes en public. Les chrétiens ont mal ressenti ces mesures qui n'existent pas dans leurs traditions. L'administration des écoles a toujours été source de tension entre les Arméniens et le gouvernement de la république islamique. Ce dernier impose que les directeurs des écoles soient musulmans, que tous les cours soient donnés en persan, que les cours de littérature arménienne soient en conformité avec les programmes du Ministère de l'Éducation nationale et que toutes les écolières et étudiantes portent le hidjab (le voile islamique) dans les établissements, ainsi qu'elles doivent également le faire dans l'espace public.
D'un point de vue d'administration religieuse, il existe en Iran une éparchie de l'Église apostolique assyrienne de l'Orient, quatre diocèses de l'Église catholique chaldéenne et trois éparchies de l'Église apostolique arménienne.

### Articles connexes

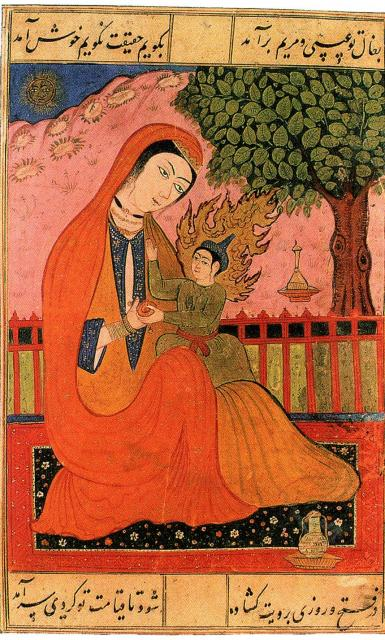
La Vierge Marie et Jésus, miniature persane ancienne